# امیلی هاجسون
امیلی هاجسون (انگلیسی: Emily Hodgson؛ زادهٔ ۱ ژوئیهٔ ۲۰۰۰) بازیکن فوتبال اهل استرالیا است.
وی همچنین در تیم ملی فوتبال Australia U-20 بازی کرده‌است.